# 美国犯罪的最后日子
是2020年美国动作犯罪惊悚片，由奥利维尔·米加顿执导，编剧卡尔·加杜塞克改编自里克·雷蒙德与格雷格·托奇尼于2009年创作的同名视觉小说，艾格·拉米瑞茲、邁克爾·皮特、安娜·布雷维斯特、帕特里克·博金和沙托·科普利出演。由于上线时间遇上乔治·弗洛伊德之死引发的示威活动，片中的暴力内容及对警察暴力的描绘遭到影评人猛烈批评，影片在烂番茄的评分为0%。

## 劇情大綱
2024年，为了彻底消灭恐怖活动和犯罪行为，美国政府啟動了美國和平計畫(American Peace Initiative, API)，此計畫會在每個人民腦中植入晶片，並散播電磁信號，屆時每個人在作出犯罪行為的同時會動彈不得。
在信號啟動一星期前的底特律，過去從屬於杜穆瓦犯罪家族的职业罪犯格雷厄姆·布瑞克因為錢被偷走，出手解決了犯人賽德(Sidell)的一幫同夥，再以倒柴油刑求的方式從賽德口中得知，自己遭到同伴強尼·迪(Johnny Dee)出賣給杜穆瓦家族，私自藏錢的事情因此暴露，於是布瑞克將賽德丟在柴油爆炸的現場後又殺死了強尼。布瑞克來到一家酒吧購買兩個含有神經毒素的紅色膠囊，並回憶起六個月前帶領強尼和兄長洛瑞(Rory)等人搶劫銀行，殊不知卻被人當成API信號的實驗品，只能整隊撤離，洛瑞也因此被逮捕服刑。
得知API計畫將要執行的布瑞克為了自保，便隱瞞杜穆瓦家族，打算將自己準備的資本偷渡到加拿大，但卻在此時得知洛瑞已在監獄中自殺，如今錢又被強尼偷走的他已然失去生活的重心，此時一名女駭客谢尔比·杜普利出現，為他介紹了自己的黑道未婚夫凯文·凯西，凱文向布瑞克表示自己是洛瑞的獄友，而洛瑞實際上是與他在監獄中被不斷用信號折磨做實驗，最終崩潰被警衛殺死，並表示自己計畫在信号启动前，從印鈔廠搶走三千萬美元逃到加拿大。
布瑞克接管了搶案計畫後，招募了舊識羅斯(Ross)作為車手，謝爾比得知政府正在進行回購計畫，準備從犯罪集團手中買回信號啟動後無法使用的犯罪所得，便事先印製了500萬美元的偽鈔，打算假裝與政府交易。然而謝爾比卻因為妹妹被FBI抓來威脅，被迫作為臥底準備與警方合作解決凱文。凱文為了炸開金庫的門，來到老家杜穆瓦家族打算拿到穿甲炸彈，與布瑞克會見了父親罗西·杜穆瓦，結果凱文卻因為自己先前被父親陷害入獄而吵了起來，而羅西則反嗆凱文是個與自己介紹給父親的繼母外遇的變態，最終凱文直接殺死羅西並搶走炸彈逃走，但布瑞克不幸被在與謝爾比匯合時，被羅西的助手隆尼(Lonnie)擊倒，謝爾比也被劫走，隨後從大火中逃過一劫的賽德出現，並將布瑞克丟在火場中打算將他燒死，幸好羅斯及時出現將他救出，隨後也將隆尼殺死救出謝爾比。
在信號啟動的那天，謝爾比事先色誘了系統經理而得以進入API信號設施中止信號，使其他三人得以開車來到工廠，炸毀金庫大門後開始大肆洗劫，而此時警方卻因為槍枝全數上繳，加上電梯被設計成無法從控制中心操縱而無人能阻止。最終只有一名由於加入新執法單位而不受信號影響的警察威廉·索耶進入信號設施阻止謝爾比，信號重新啟動後，布瑞克與羅斯動彈不得，然而凱文卻絲毫不受影響，並當場槍殺了羅斯，原來凱文在入獄作為實驗品的期間竟然適應了信號，又透漏其實自己才是殺死洛瑞的真兇，隨後用散彈槍打穿了布瑞克的腹部，但FBI卻出現並槍殺了凱文，並對布瑞克表示他們也會殺了謝爾比以結案，感到絕望的布瑞克吞下了膠囊，卻沒想到神經毒素沒有毒死他，反而融化了腦中的晶片，脫離信號控制的布瑞克反殺了FBI人員。另一方面，索耶警官也在與謝爾比的搏鬥中，意外摔到了地上直立著的玻璃碎片而死，謝爾比裝上炸彈炸毀了信號設施，大搖大擺地走過了所有瞄準她的特工，布瑞克隨後開車救了她，並在衝過加拿大邊境之後重傷死去，倖存的謝爾比最終帶著妹妹前往加拿大一同生活。

## 演員
- 艾格·拉米瑞茲 饰 格雷厄姆·布瑞克（Graham Bricke）
- 安娜·布魯斯特（英语：Anna Brewster） 饰 谢尔比·杜普利（Shelby Dupree）
- 邁克爾·皮特 饰 凯文·凯西（Kevin Cash）
- 塔莫·伯雅克（Tamer Burjaq） 飾 羅斯·金（Ross King）
- 沙托·科普利 饰 威廉·索耶（William Sawyer）
- 布蘭登·奧蘭特（英语：Brandon Auret） 飾 隆尼·法蘭奇（Lonnie French）
- 帕特里克·贝尔金（英语：Patrick Bergin） 饰 罗西·杜穆瓦（Rossi Dumois）
- 肖恩·卡梅伦·迈克尔 饰 皮特·斯莱特里（Pete Slatery）

## 制作
2018年7月27日，消息指艾格·拉米瑞茲将在一部改编自里克·雷蒙德漫画书《美国犯罪的最后日子》的犯罪惊悚片中，出演罪犯格雷厄姆·布里克，而影片将由奥利维尔·米加顿执导，卡尔·加杜塞克编剧，激进工作室的杰西·伯格、曼德勒影业的杰森·迈克尔·伯曼与巴里·莱文和凯文·图伦制片。2018年10月，安娜·布雷维斯特、帕特里克·博金和沙托·科普利加入剧组。
影片主体拍摄于2018年11月6日启动，取景地包括开普敦和约翰内斯堡。

## 发行
影片于2020年6月5日在Netflix上线，上线首周末成为该平台观看人数最多的影片。

## 評價
汇总媒体烂番茄评论36条，新鲜度0%，平均得分2.02/10。网站共识写道：“这场《犯罪》是一种惩罚。”Metacritic评论12条，平均得分15/100，表示“非常不受欢迎”。
《综艺》的影评人批评影片是“没有主旨的衍生作品”，上线时间碰上乔治·弗洛伊德之死和与之相关的示威活动，是“灾难”。《独立连线》的大卫·埃里希（David Ehrlich）给出“D–”评价，认为：“这不只是因为奥利维尔·米加顿这部令人厌烦的Netflix影片长达149分钟（这本身就是罪过）。虽说将一部糟糕的电影推荐给世界从来就不是什么好事，但这部空洞、没有艺术气息的反乌托邦抢劫题材片自己本身也是受害者。”《综艺》的彼得·德布鲁格（Peter Debruge）认为影片“血腥、啰嗦、时常不连贯”：“有鉴于现在发生的事情，《美国犯罪的最后日子》似乎与世无争、不经意地冒犯别人（有一场残暴的打戏，科普利扼住了谢尔比的喉咙，似乎明显不知道现实世界中警察暴力造成的影响），就像以前为了娱乐所留下的马虎遗物。”
本片在2023年4月被爛番茄列入該站整理的「有史以來最糟糕的100部電影」排行榜，在該榜單位居第9名。